# Râul Slatina, Butucari
Râul Slatina este un curs de apă, afluent al râului Butucari.  

## Hărți
- Ovidiu Gabor - Economic Mechanism in Water Management  Arhivat în 5 martie 2009, la Wayback Machine.